# Вимірювання (квантова механіка)
Вимірювання у квантовій механіці
У квантовій фізиці вимірювання — це тестування або маніпулювання фізичною системою для отримання числового результату. Фундаментальною особливістю квантової теорії є те, що передбачення, які вона робить, є імовірнісними. Процедура визначення ймовірності передбачає поєднання квантового стану, який математично описує квантову систему, з математичним представленням вимірювання, яке має бути виконано для цієї системи. Формула для цього розрахунку відома як правило Борна. Наприклад, квантова частинка, така як електрон, може бути описана квантовим станом, який пов'язує з кожною точкою простору комплексне число, яке називається амплітудою ймовірності. Застосування правила Борна до цих амплітуд дає ймовірність того, що електрон буде знайдено в тій чи іншій області під час експерименту, щоб визначити його місцезнаходження. Це найкраще, що може зробити теорія; він не може точно сказати, де буде знайдений електрон. Той самий квантовий стан також можна використовувати для прогнозування того, як рухатиметься електрон, якщо провести експеримент для вимірювання його імпульсу замість його положення. Принцип невизначеності означає, що, незалежно від квантового стану, діапазон прогнозів для положення електрона та діапазон прогнозів для його імпульсу не можуть одночасно бути вузькими. Деякі квантові стани передбачають майже певне передбачення результату вимірювання положення, але результат вимірювання імпульсу буде дуже непередбачуваним, і навпаки. Крім того, той факт, що природа порушує статистичні умови, відомі як нерівності Белла, вказує на те, що непередбачуваність результатів квантових вимірювань не можна пояснити через незнання «локальних прихованих змінних» у квантових системах.
Вимірювання квантової системи зазвичай змінює квантовий стан, який описує цю систему. Це центральна риса квантової механіки, яка водночас є математично складною та концептуально тонкою. Математичні інструменти для прогнозування того, які результати вимірювання можуть мати місце та як можуть змінюватися квантові стани, були розроблені протягом 20-го століття та використовують лінійну алгебру та функціональний аналіз. Квантова фізика довела свій емпіричний успіх і широку сферу застосування. Однак на більш філософському рівні тривають дебати щодо значення концепції вимірювання.